# Unitat d'Anàlisi de la Conducta
La Unitat d'Anàlisi de la Conducta (en anglès Behavioral Analysis Unit o BAU) és un departament del Centre Nacional d'Anàlisi de Crims Violents de l'⁣Oficina Federal d'Investigacions que utilitza analistes de comportament per ajudar en les investigacions criminals. La seva missió és proporcionar suport en investigació i operació en el comportament aplicant l'experiència de casos, la investigació i la formació a delictes complexos i sensibles al temps, que normalment impliquen actes o amenaces de violència.
En general, les unitats d'anàlisi del comportament de l'⁣FBI gestionen diversos casos a tot el país, des de terrorisme i ciberdelictes fins a delictes violents dirigits tant a nens com a adults. Ofereixen experiència en noves investigacions, accions en curs i casos freds, col·laborant estretament amb les agències d'aplicació de la llei federals, estatals, locals i tribals.
Les seves tasques inclouen:
1. Anàlisi d'investigació criminal: examinar factors com ara els motius del delinqüent, l'orientació a la víctima, el nivell de sofisticació, les accions i la connexió amb el delicte en qüestió, així com la seqüència cronològica dels fets.
2. Tàctiques d'entrevista: combinant principis de la ciència del comportament, teories psicològiques i enfocaments basats en la ciència per planificar, executar i avaluar entrevistes.
3. Enfocament d'investigació: Proporcionar suggeriments informats pel comportament per millorar l'eficiència de les investigacions i assignar recursos de manera eficaç.
4. Avaluacions d'amenaça: emprar un enfocament basat en dades per avaluar els patrons cognitius i el comportament d'un individu, determinant la probabilitat i l'abast de la seva progressió cap a l'orientació i potencialment atacar una entitat específica.

## Història i estructura
El National Center for the Analysis of Violent Crime consta de cinc unitats d'anàlisi del comportament, o "BAU":
La Secció de Suport d'Investigacions i Operacions és una branca del grup general de resposta a incidents crítics de l'FBI. Proporciona personal i formació per ajudar en investigacions a tot el país i a les ambaixades dels EUA a tot el món. També dona suport a altres grups de resposta a incidents crítics de l'FBI, la seu central i les oficines de camp de l'FBI, els agregats legals de l'FBI (a les ambaixades a l'estranger) i totes les agències d'aplicació de la llei dels EUA. La secció es divideix en dues seccions principals: el Centre Nacional d'Anàlisi de Delictes Violents i la Subdirecció de Suport a les Operacions.
La Unitat d'Anàlisi del Comportament es va anomenar originalment la Unitat de Ciències del Comportament. La Unitat d'Anàlisi Conductual (BAU) es va posar en marxa l'any 1972 com a part del Centre Nacional per a l'Anàlisi dels Delictes Violents.
- Unitat d'anàlisi del comportament 1 (assumptes antiterroristes, incendis incendiaris i bombardejos)
- Unitat d'anàlisi del comportament 2 (amenaces, delictes cibernètics i corrupció pública)

El cibercrim ha estat un problema per a l'FBI. En el panorama digital actual, els ciberdelinqüents comparteixen motius similars amb els delinqüents tradicionals, però el complex aspecte tecnològic de la ciberdelinqüència planteja reptes únics per a l'aplicació de la llei. Hi ha hagut diferents enfocaments per reduir la ciberdelinqüència a través dels avenços tecnològics. Les ciències de la informàtica i la ciberseguretat ho han aplicat mitjançant sistemes de detecció d'intrusions (IDS), sistemes de prevenció d'intrusions (IPS), tallafocs i programari antivirus per mitigar les amenaces d'atacs cibernètics.
- Anàlisi Conductual Unitat 3 (delictes contra la infància)

La unitat d'anàlisi del comportament 3 se centra en els delictes contra els nens i ofereix suport a altres funcionaris de l'ordre mitjançant l'anàlisi d'investigació criminal, un procés mitjançant el qual els analistes revisen, avaluen i interpreten el comportament dels delinqüents. També ajuda altres unitats de l'FBI especialitzades en delictes contra els nens, com ara el programa de delictes violents contra els nens (VCAC). El programa Violent Crimes Against Children té com a objectiu proporcionar respostes ràpides i proactives a les amenaces o actes d'abús i explotació de nens que són de la jurisdicció de l'FBI.
El VCAC prioritza les següents infraccions contra els nens:
1. Segrestos de menors: desaparició d'un menor, normalment de 12 anys o menys
2. Delictes de contacte contra menors: producció de material d'abús sexual infantil, sextorsió i viatges amb la intenció de participar en activitats sexuals amb menors.
3. Explotació sexual de nens: producció, comerç, distribució i/o venda de material d'abús sexual infantil
4. Tràfic de material d'abús sexual infantil: distribució o possessió del material
5. Segrest internacional de pares: mantenir il·legalment un nen fora dels Estats Units amb la intenció d'obstruir l'exercici legal dels drets parentals.

 El programa de crims violents contra els nens respon a les violacions anteriors ajudant les víctimes infantils i donant suport a les forces de l'ordre federals, estatals, locals, tribals i internacionals a identificar, investigar i dissuadir les persones i grups que exploten nens.
- Unitat d'Anàlisi Conductual 4 (delictes contra adults, ViCAP )

El ViCAP (Violent Criminal Apprehension Program) és un programa informàtic que es va establir l'any 1984 per ajudar les forces de l'ordre a resoldre i identificar assassinats en sèrie. El ViCAP utilitza un format de 15 pàgines que sol·licita informació sobre un delicte que s'ha comès.
Això inclou informació sobre:
- Víctima
- Delinqüent
- L'escena del crim
- Evidència física

A continuació, aquest informe es transmet al Centre Nacional per a l'Anàlisi de Crims Violents, que després es posa al sistema de la Unitat d'Anàlisi Conductual de l'FBI a Quantico(Virgínia). L'informe és analitzat pels agents per investigar l'Anàlisi d'Investigació Criminal d'un assassí. Això pot ajudar a resoldre casos no resolts o nous casos en el futur, identificant els sospitosos dels casos.
- Unitat d'anàlisi del comportament 5 (recerca, estratègia i instrucció)

La Unitat d'anàlisi del comportament 5 (BAU-5) de l'FBI es basa en una àmplia formació i experiència en l'aplicació de la llei per desenvolupar i aplicar perfils de comportament. Aquesta unitat se centra en la investigació, l'estratègia i la instrucció, elements crucials que ajuden a comprendre i gestionar el comportament delictiu de manera més eficaç. El camp de l'anàlisi d'investigació criminal, que inclou la creació de perfils de comportament, havia evolucionat significativament des de la dècada de 1970, quan la Unitat de Ciència del Comportament de l'FBI va començar a oferir assistència per a la creació de perfils a altres agències d'aplicació de la llei. Inicialment, l'elaboració de perfils consistia més a comprendre les personalitats i els trets de comportament dels delinqüents desconeguts basats en l'anàlisi de l'escena del crim. Des d'aleshores, aquest mètode s'ha convertit en una eina més completa coneguda com a anàlisi d'investigació criminal, que abasta una varietat de serveis com ara suggeriments d'investigació, estratègies d'entrevistes i suport de judici.
Una de les activitats bàsiques de BAU-5 és dur a terme investigacions i oferir cursos d'instrucció que milloren les habilitats dels agents de la llei a tot el país. Els esforços de la unitat tenen com a objectiu educar els agents sobre l'anàlisi aplicada del comportament aplicant tècniques d'anàlisi del comportament de manera eficaç en els seus casos. Aquesta formació sovint implica l'anàlisi de casos resolts i no resolts per identificar patrons que suggereixen comportaments similars dels delinqüents.
L'aspecte estratègic del treball de BAU-5 consisteix a assessorar les forces de l'ordre en diferents aspectes de les investigacions penals. Això podria incloure desenvolupar tècniques d'entrevista, proporcionar pistes d'investigació o ajudar amb l'estratègia dels mitjans en casos d'alt perfil. El paper de la unitat és sovint d'assessorament, proporcionant les bases perquè les agències locals creïn els seus casos en lloc de participar activament en la investigació.
Malgrat la seva provada utilitat, l'anàlisi d'investigació criminal continua enfrontant-se a debats sobre la seva metodologia i qualificacions de professionals. Tant els crítics com els defensors discuteixen si la pràctica hauria de basar-se més en l'evidència empírica o basar-se en la intuïció experimentada d'investigadors experimentats. Aquest debat en curs posa de manifest la necessitat d'una investigació i una avaluació contínues per perfeccionar les tècniques de perfilació criminal i garantir que siguin pràctiques i científicament vàlides.
La seu de la BAU es troba a Quantico, Virgínia.
La Direcció de Suport a les Operacions conté tres unitats principals:
- Unitat de Gestió de Crisis
- Unitat de Gestió d'Esdeveniments Especials
- Unitat de Desplegament Ràpid i Tecnologia

## Funcionament
El BAU se centra a prevenir la violència dirigida mitjançant la identificació de comportaments preocupants. Per exemple, els tiradors actius planifiquen i es preparen meticulosament per als actes de violència. Al llarg d'aquest procés, sovint presenten comportaments preocupants, caracteritzats per accions observables i identificables que suggereixen una possible progressió cap a la violència dirigida. Tot i que cap comportament individual significa definitivament la trajectòria d'un individu cap a cometre violència dirigida, la presència de múltiples comportaments pot justificar atenció i preocupació.
La BAU rep sol·licituds de serveis d'⁣agències federals, estatals, locals i internacionals d'aplicació de la llei. Les respostes a aquestes sol·licituds d'assistència de BAU es faciliten a través de la xarxa de coordinadors de camp del Centre Nacional d'Anàlisi de Delictes Violents. Els serveis de la BAU poden consistir en consultes de casos in situ, trucades de conferència telefònica o consultes realitzades a la BAU amb els investigadors de casos.
L'assistència de BAU a les agències d'aplicació de la llei es proporciona mitjançant el procés d'"anàlisi d'investigació criminal". L'anàlisi d'investigació criminal és un procés de revisió dels delictes tant des d'una perspectiva de comportament com d'investigació. Implica revisar i avaluar els fets d'un acte delictiu, interpretar el comportament del delinqüent i la interacció amb la víctima, tal com es mostra durant la comissió del delicte, o tal com es mostra a l'escena del crim. El personal de BAU du a terme anàlisis detallades dels delictes amb la finalitat de proporcionar dos o més dels serveis següents: anàlisi de delictes, suggeriments d'investigació, perfils de delinqüents desconeguts, anàlisi d'amenaces, anàlisi d'incidents crítics, estratègies d'entrevistes, gestió de casos importants, assistència per ordre de cerca, processament i estratègies d'assaig, i testimoni d'experts. A més dels serveis anteriors, el personal de la BAU va elaborar el Pla de resposta a la substracció de menors per ajudar els investigadors que s'enfronten a aquestes investigacions. Recentment, la BAU va publicar l'informe "The School Shooter: A Threat Assessment Perspective" per guiar els administradors escolars, els professors, els pares i les forces de l'ordre en la identificació i avaluació de les amenaces a les escoles. La BAU manté un fitxer de referència per a experts en diverses disciplines forenses com l'odontologia, l'antropologia, la psiquiatria, l'entomologia o la patologia.